# 井上邦彦
井上 邦彦（いのうえ くにひこ、1956年 - ）は日本の映像プロデューサー。株式会社ROBOT所属。

## 人物
日本大学芸術学部卒業。CM制作プロダクションを経てROBOT入社。プロデューサーとしてTVCMや映画をはじめ数多くの映像作品を製作している。2007年にROBOT取締役に就任。

## TVCM
- 「Do you have HONDA?」：本田技研工業
- 「カンパイ！ラガー」：キリンビール
- 「麒麟淡麗＜生＞」：キリンビール
- 「元気ハツラツ？オロナミンC」：大塚製薬
- 「つくろう」：日立製作所

## 映画
- 2002「アザー・ファイナル」
- 2008「七人の侍・リメイク」
- 2008「ホノカアボーイ」